# Національний музей доісторичної епохи
Націона́льний музе́й доістори́чної епо́хи (фр. Musée national de Préhistoire) — французький музей, який заснував 1918 року Дені Пейроні в комуні Лез-Езі-де-Таяк-Сірей, департамент Дордонь. 2004 року музей розширено за рахунок нової будівлі, яку спроектував архітектор Жан-П'єр Бюффі.
У музеї представлено виключно багату колекцію доісторичних артефактів, що охоплюють період 400 000 років — кам'яні і кісткові вироби, побутові предмети, доісторичне мистецтво, поховання, зразки доісторичної флори і фауни.

## Галерея

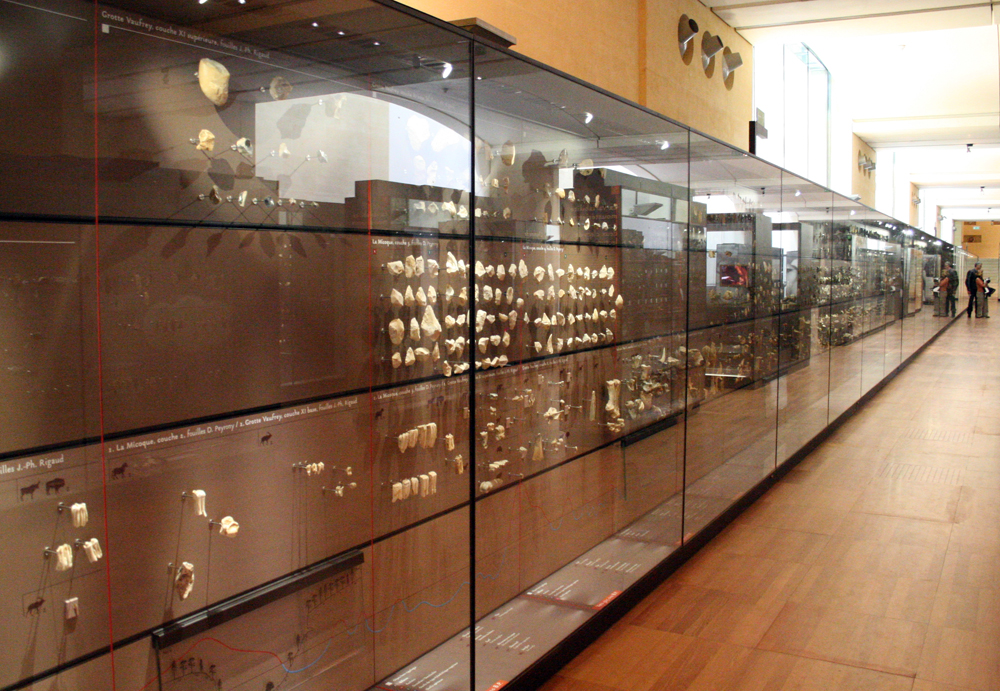
Одна з нових експозицій
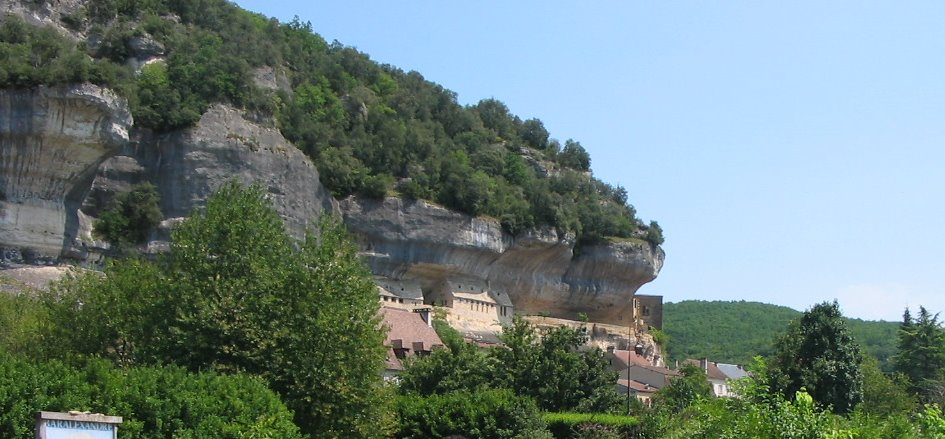
Вид зовні. До урвища відвідувачі можуть пройти тільки через будівлю музею.